# 샤인머스캣
샤인머스캣(영어: Shine Muscat, 일본어: シャインマスカット 샤인마스캇토[*])은 일본 농림수산성 소관 농업·식품 산업 기술 종합 연구 기구가 번식하고 등록한 포도 품종이다. 명명 등록 번호는 "포도 농림 21호"이다. 히로시마현 히가시히로시마시 아키쓰정에 있는 농업 연구소 포도 연구 센터에서 육성된 품종으로, 육성지인 히로시마에서 8월 중순에 성숙하는 조생종이다.

## 특징
포도알이 크고, 포도알에 씨가 없다. 그리고 일반적인 포도 보다 더 달다.

## 대한민국에서의 샤인머스캣
2019년부터 본격적으로 유행하기 시작하였다. 일반 포도와 비교하면 달고, 더 크고, 씨가 없어 더욱 더 유명해지기 시작했다. 명절 선물 세트에 나오기도 했을 만큼 그 인기가 엄청나다. 또한 샤인머스캣 농장도 많이 생겨났다. 외국 품종인 만큼 일반 포도에 비해 비싸지만, 맛은 일반 포도에 비해 맛있다는 말이 많았다.

## 같이 보기
- 청포도
- 포도